# Бу Ваньцан
Бу Ваньца́н (кит. трад. 卜萬蒼, упр. 卜万苍, пиньинь Bǔ Wàncāng, 1903—1974) — китайский режиссёр. Один из режиссёров первого поколения китайского кинематографа, ведущий режиссёр компании «Минсин». В 1931 году перешёл в компанию «Ляньхуа» — главного конкурента «Минсин». Наиболее известными картинами стали фильмы при участии актрисы Жуань Линъюй: «Любовь и долг», «Три современные девушки», «A Spray of Plum Blossoms» (1931) и «Peach Blossom Weeps Tears of Blood» (1931). В 1939 году снял чрезвычайно успешную картину «Мулан идёт в армию» (в главной роли — Чэнь Юньшан). В годы японской оккупации активно сотрудничал с японцами, под его руководством были сняты два коллаборационистских фильма — «Благородная любовь» и «Вечность». После завершения войны Бу подвергся остракизму и был вынужден перебраться в Гонконг, где продолжил карьеру режиссёра и снимал фильмы вплоть до 1963 года. Умер в 1974 году.